# Alex Kingston
Alex Kingston, född 11 mars 1963 i Epsom, Surrey, är en brittisk skådespelare. Kingston har bland annat spelat huvudrollen i TV-serien Moll Flanders, rollen som Dr. Elizabeth Corday i TV-serien Cityakuten och medverkat i den brittiska TV-serien Doctor Who, som Professor River Song.

## Utbildning
När Kingston gick i grammar school (Rosebery School for Girls) hade hon en lärare som uppmuntrade henne att satsa på en skådespelarkarriär. Kingston utbildade sig först under tre år vid Royal Academy of Dramatic Art och fick sedan anställning vid Royal Shakespeare Company.

## Filmografi i urval
- 1988–1995 – The Bill (TV-serie)
- 1995 – Carrington
- 1996 – Moll Flanders (TV-serie)
- 1997–2004 – Cityakuten (TV-serie)
- 2008 – Lost in Austen (TV-serie)
- 2008–2013, 2015 – Doctor Who (TV-serie)
- 2009–2010 – Law & Order: Special Victims Unit (TV-serie)
- 2024 – The Killer's Game